# NGC 401
NGC 401 – gwiazda o jasności 15,4m znajdująca się w gwiazdozbiorze Ryb. Na niebie widoczna w pobliżu galaktyki NGC 403. Skatalogował ją 30 grudnia 1866 roku Robert Ball, błędnie sądząc, że to obiekt typu „mgławicowego”.